# Hannäs församling
Hannäs församling var en församling i Linköpings stift inom Svenska kyrkan i Åtvidabergs kommun. Församlingen uppgick 1 januari 2010 i Åtvids församling. 
Församlingskyrka var Hannäs kyrka.

## Administrativ historik

Hannäs församlingsvapen

Församlingen har medeltida ursprung.
Församlingen var till 1972 annexförsamling i pastoratet Tryserum och Hannäs. Från 1972 till 1998 var församlingen annexförsamling i pastoratet Gärdserum och Hannäs. Från 1998 till 2010 var den annexförsamling i pastoratet Åtvid, Björsäter, Yxnerum, Grebo, Värna, Gärdserums och Hannäs. Församlingen uppgick 1 januari 2010 i Åtvids församling.
Församlingskod var 056106.

## Klockare, organister och kantorer
| Ämbetstid | Namn                   | Levnadstid | Kommentarer |
| --------- | ---------------------- | ---------- | ----------- |
| 1814–1845 | Fredric Landstedt      | 1784–1854  | Klockare    |
| 1845–1894 | Johan Fredrik Hornvall | 1823–      | Organist    |